# 休息動議
休息動議（recess）是一項議事程序，旨在暫停議事，讓與會者能自由活動、用餐、休息、討論，休息時間後再行議事，屬於權利動議的一種。該動議在位階上無優先權，需要附議、毋需討論、可以修正，表決時需獲得半數通過，方為成立。動議通過後，與會者可以自由離開會議室，或討論與議事有關的話題。在議事策略上，倘若議事陷入膠著，或議案過於複雜、需要較多時間思考及討論，就可以提出休息動議，爭取時間。